# Marian Salomir
Marian Salomir (Kolozsvár, 1968. július 3. –) román nemzetközi labdarúgó-játékvezető.

## Pályafutása

### Nemzeti játékvezetés
A játékvezetésből 1991-ben vizsgázott. Ellenőreinek, sportvezetőinek javaslatára lett az I. Liga játékvezetője. 2007-ben a szövetség tájékoztatása alapján Silviu Bogdan, Vasile Bratu, Anton Heleșteanu, Marian Salomir, Viorel Sandu és Orlando Trandu a jövőben csak másodosztályú bajnokikon működhetnek közre. A román szövetség bundagyanú alapos oka miatt hozta ezt a határozatot. A kialakult etikai vétség miatt lelki állapotára jellemző lett, hogy a szokásos elméleti tesztet nem tudta teljesíteni, így ideiglenesen bevonták működési jogát. A játékvezetők éltek fellebbezési jogukkal. NB. I-es futsal (4+1) kispályás játékvezetőként is tevékenykedett. Az aktív nemzeti játékvezetéstől 2007-ben vonult vissza.

#### Nemzeti kupamérkőzések
Vezetett Kupa-döntők száma: 1

##### Szuperkupa
| Időpont          | Helyszín                  | Mérkőzés típusa | Mérkőzés                                | Eredmény | Nézők száma |
| ---------------- | ------------------------- | --------------- | --------------------------------------- | -------- | ----------- |
| 2002. március 2. | Nemzeti Stadion, Bukarest | döntő           | FC Steaua București–FC Dinamo București | 2 – 1    | 50 000      |

### Nemzetközi játékvezetés
A Román labdarúgó-szövetség Játékvezető Bizottsága (JB) terjesztette fel nemzetközi játékvezetőnek, a Nemzetközi Labdarúgó-szövetség (FIFA) 1999-től tartotta nyilván bírói keretében. Több nemzetek közötti válogatott és klubmérkőzést vezetett. A román nemzetközi játékvezetők rangsorában, a világbajnokság-Európa-bajnokság sorrendjében többedmagával a 8. helyet foglalja el 3 találkozó szolgálatával. Az aktív nemzetközi játékvezetéstől 2007-ben búcsúzott. Válogatott mérkőzéseinek száma: 8.

#### Világbajnokság
A világbajnoki döntőhöz vezető úton Dél-Koreába és Japánba a XVII., a 2002-es labdarúgó-világbajnokságra a FIFA JB bíróként alkalmazta.

##### Selejtező mérkőzés
| Időpont         | Helyszín                   | Mérkőzés típusa           | Mérkőzés            | Eredmény | Nézők száma |
| --------------- | -------------------------- | ------------------------- | ------------------- | -------- | ----------- |
| 2001. június 6. | Lilleküla Stadion, Tallinn | előselejtező (2. csoport) | Észtország–Írország | 0 – 2    | 9300        |

##### Európa-bajnokság
Az európai-labdarúgó torna döntőjéhez vezető úton Portugáliába a XII., a 2004-es labdarúgó-Európa-bajnokságra az UEFA JB játékvezetőként foglalkoztatta.

##### Selejtező mérkőzés
| Időpont             | Helyszín                    | Mérkőzés típusa            | Mérkőzés             | Eredmény | Nézők száma |
| ------------------- | --------------------------- | -------------------------- | -------------------- | -------- | ----------- |
| 2003. április 2.    | Varteks Stadion, Varasd     | előselejtező (8. csoport)  | Horvátország–Andorra | 2 – 0    | 8500        |
| 2003 szeptember 10. | Qemal Stafa Stadion, Tirana | előselejtező (10. csoport) | Albánia–Grúzia       | 3 – 1    | 10 500      |

## Magyar vonatkozás
| Időpont           | Helyszín                           | Mérkőzés típusa          | Mérkőzés                      | Eredmény | Nézők száma |
| ----------------- | ---------------------------------- | ------------------------ | ----------------------------- | -------- | ----------- |
| 2002. április 17. | Oláh Gábor utcai stadion, Debrecen | 762. válogatott mérkőzés | Magyarország–Fehéroroszország | 2 – 5    | 4000        |